# The Nutty Professor (colonna sonora)
The Nutty Professor è la colonna sonora dell'omonimo film di Tom Shadyac, pubblicata nel 1996 da Def Jam e PolyGram. La RIAA la certifica disco di platino.
| Recensione | Giudizio |
| ---------- | -------- |
| AllMusic   | [ 1 ]    |

Il critico di AllMusic Stephen Thomas Erlewine elogia la colonna sonora.

## Tracce
1. Touch Me, Tease Me (Case featuring Mary J. Blige & Foxy Brown) – 3:53 (Mary J. Blige, Inga Marchand, Kenny "K-Smoove" Kornegay, Charles Wood Woodward, Darrel "88" Young, Daryl Young) – Kenny Kornegay, Darrel Young
2. I Like (Montell Jordan featuring Slick Rick) – 4:43 (Harry Wayne "K.C." Casey, Jordan) – Derick "D Man" McElveen, James Earl Jones
3. My Crew Can't Go For That (Trigger tha Gambler featuring D.V. Alias Khrist & Smoothe da Hustler) – 3:49 (S. Allen, D. Hall, Curtis Mayfield, John Oates, D. Pittman, D. Smith, T. Smith)
4. Ain't Nobody (Monica featuring Treach of Naughty By Nature) – 4:47 (Dallas Austin, Anthony Criss, Dale Ossman Warren) – Dallas Austin
5. Pillow (Richie Rich, D'wayne Wiggins & Rame Royal) – 4:51 (Richard Serrell, R. Simmons, D'Wayne Wiggins, Raphael Wiggins)
6. Last Night (Az Yet) – 4:28 (E. Anderson, Keith Andes, Kenneth Edmonds) – Babyface, Mervyn Warren
7. Come Around (Dos of Soul) – 3:56 (M. Morales)
8. We Want Yo Hands Up (Warren G featuring Malik) – 3:44 (Larry Blackmon, L. Edwards, Nathan Leftenant)
9. Ain't No Nigga (Jay-Z featuring Foxy Brown) – 4:27 (J.T. Burks, Shawn Carter, Dennis Lambert, Marchand, A. Moon, T. Thomas) – Big Jaz
10. Breaker 1, Breaker 2 (Def Squad) – 3:22 (Keith Murray, R. Noble, Erick Sermon)
11. Doin' It Again (LL Cool J) – 4:00 (Anne Dudley, Trevor Horn, Johnathon J. Jeczalik, Gary Langan) – Rashad "Ringo" Smith
12. Nasty Immigrants (12 O'Clock featuring Raekwon) – 4:00 (Corey Woods) – 4th Disciple
13. Love You Down (Da Bassment) – 5:04 (Melvin Riley, Donald Earle DeGrate, Jr.) – DeVante Swing

## Classifiche

### Classifiche settimanali
| Classifica (1996)         | Posizione raggiunta |
| ------------------------- | ------------------- |
| Nuova Zelanda             | 10                  |
| Regno Unito               | 7                   |
| Stati Uniti               | 8                   |
| US Top R&B/Hip-Hop Albums | 1                   |

### Classifiche di fine anno
| Classifica (1996)         | Posizione raggiunta |
| ------------------------- | ------------------- |
| Stati Uniti               | 74                  |
| US Top R&B/Hip-Hop Albums | 18                  |